# 安秀苑
安秀苑（英語：On Sau Court）是香港房屋委員會轄下的居者有其屋計劃屋苑之一，位於新界西貢區大上托安愉道12號，屬安達臣道石礦場發展計劃區域，毗鄰秀茂坪。屋苑屬於「觀塘（北部）分區計劃大綱」一部分，但按區議會分界，目前屬於西貢區。
屋苑由房屋署總建築師（2）設計，並由瑞安建業承建，於2025年2月完工。

## 歷史
屋苑所在用地前身為安達臣道石礦場。按照2012年的規劃，此用地已規劃作居屋發展，但詳細設計一直要到2017年石礦場關閉後才正式開始。
2020年2月，隨著地基合約批出，安秀苑正式動工，為前安達臣道石礦場第二個動工的住宅項目。

## 屋苑資料

### 樓宇
屋苑設有兩座，均設33層，一共提供1,906個單位。在戶型方面，安秀苑提供開放式至可間2房的單位，面積由279至479平方呎。
屋苑命名已於2021年12月曝光，詳情如下：
| 樓宇名稱（座號） | 樓宇類型                    | 落成年份 | 樓宇層數 | 每層伙數                 | 每座單位總數（伙） | 建築師              | 承建商   | 提供升降機的廠商 |
| ---------------- | --------------------------- | -------- | -------- | ------------------------ | ------------------ | ------------------- | -------- | ---------------- |
| 安傑閣（A座）    | 非標準設計大廈 （十字長型） | 2025年   | 33       | 26（1樓） 30（其餘樓層） | 986                | 房屋署總建築師（2） | 瑞安建業 | 迅達             |
| 安俊閣（B座）    | 非標準設計大廈 （十字長型） | 2025年   | 33       | 24（1樓） 28（其餘樓層） | 920                | 房屋署總建築師（2） | 瑞安建業 | 迅達             |

此屋苑已列入「居屋2022」出售，於2022年2月25日至3月24日接受申請，同年6月13日進行攪珠，其後於2022年尾進行揀樓。
此前，安秀苑已於2021年10月4日簽立地契。

### 配套設施
屋苑設兒童遊樂場、園景等休憩設施，並設有名為「安秀商場」的零售大樓及地庫停車場。此外，A座地下將設有一間6個課室的幼稚園，為五邑工商總會幼稚園新校舍。
除此以外，鄰近的安達邨等屋邨亦設有商場，但最近的街市則位於安泰邨、寶達邨或秀茂坪商場。屋苑對出的安愉道設有行人隧道及天橋，接駁秀茂坪、以至將軍澳隧道巴士轉乘站。

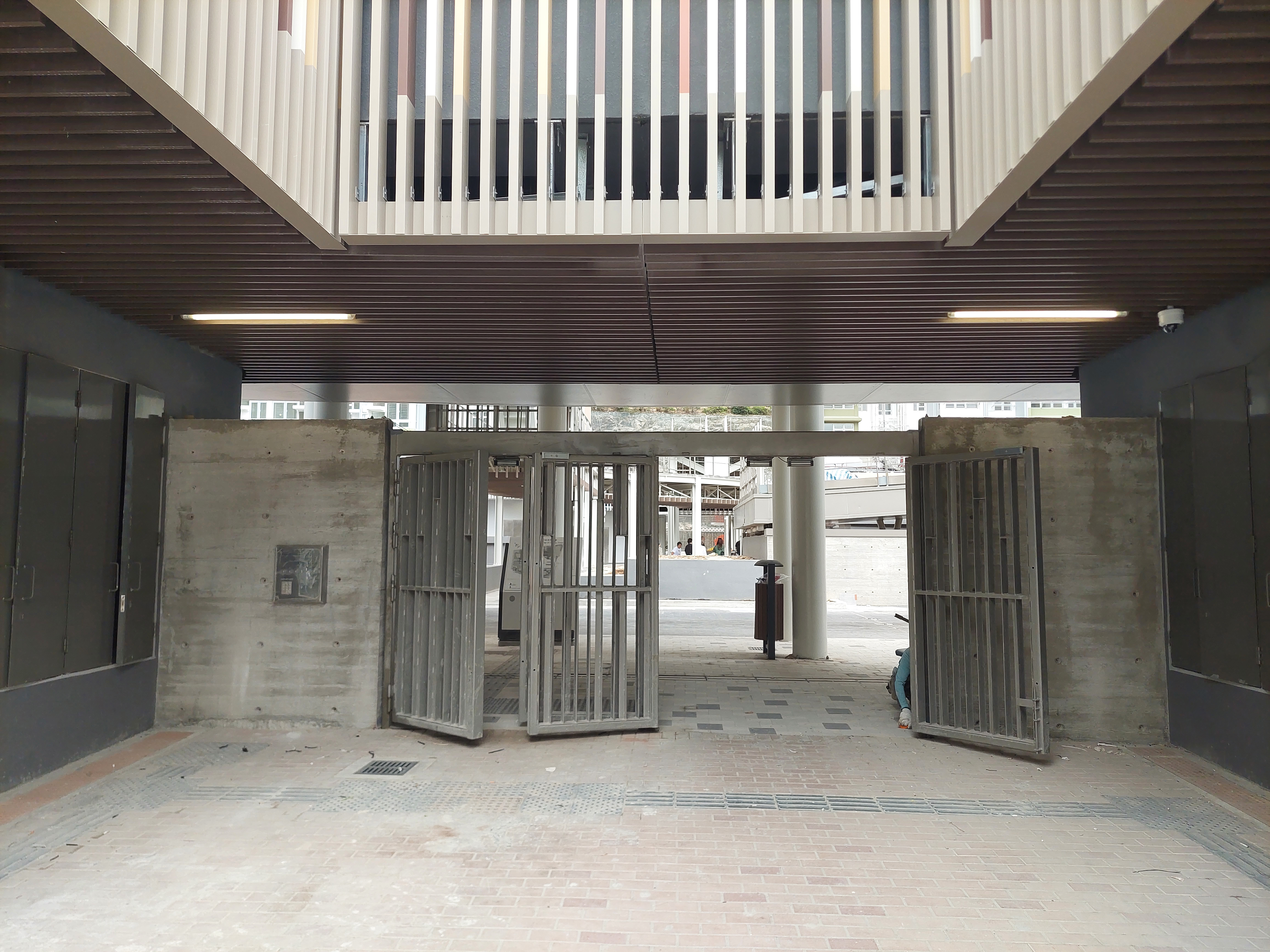
屋苑正門
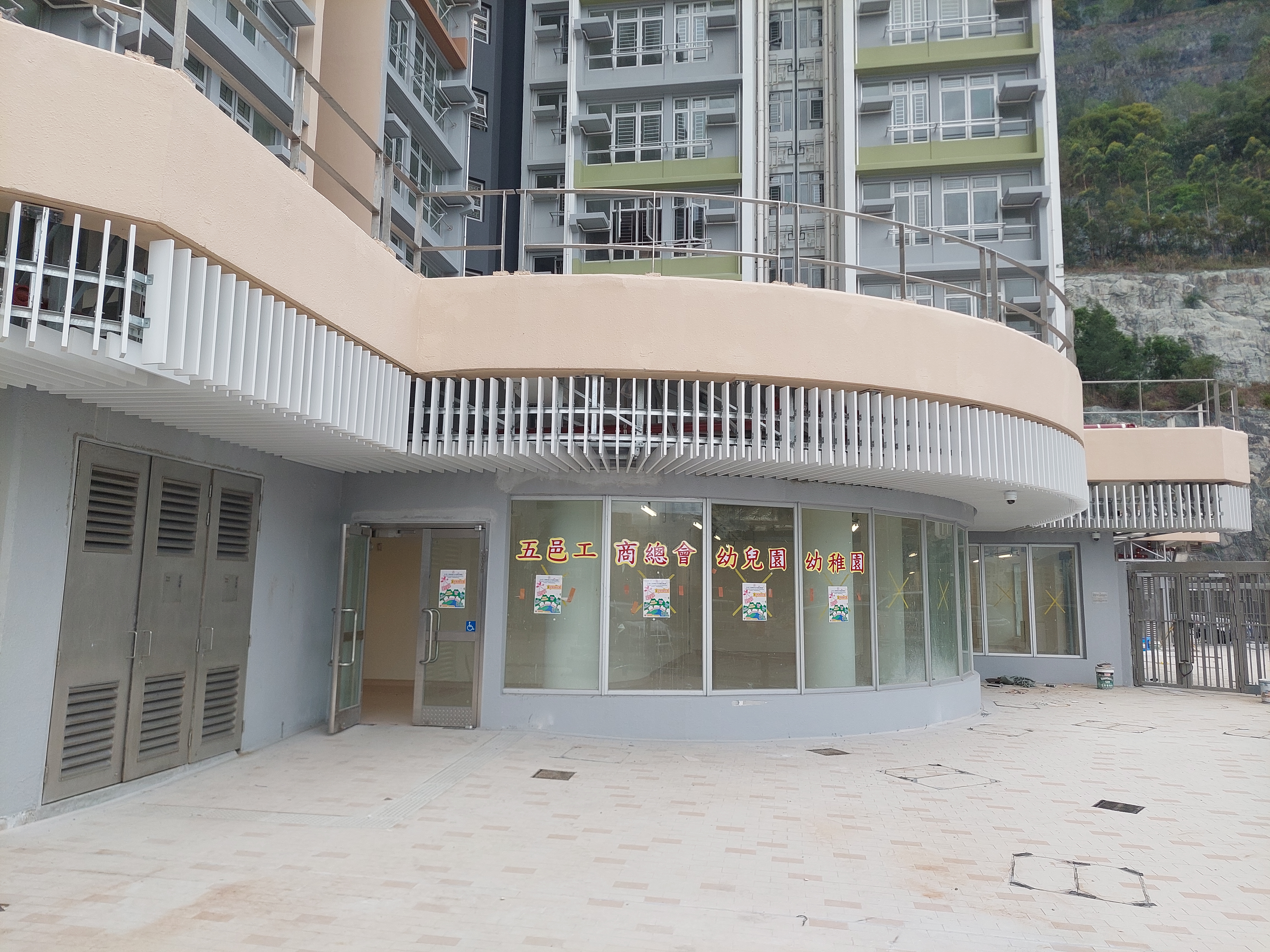
幼稚園
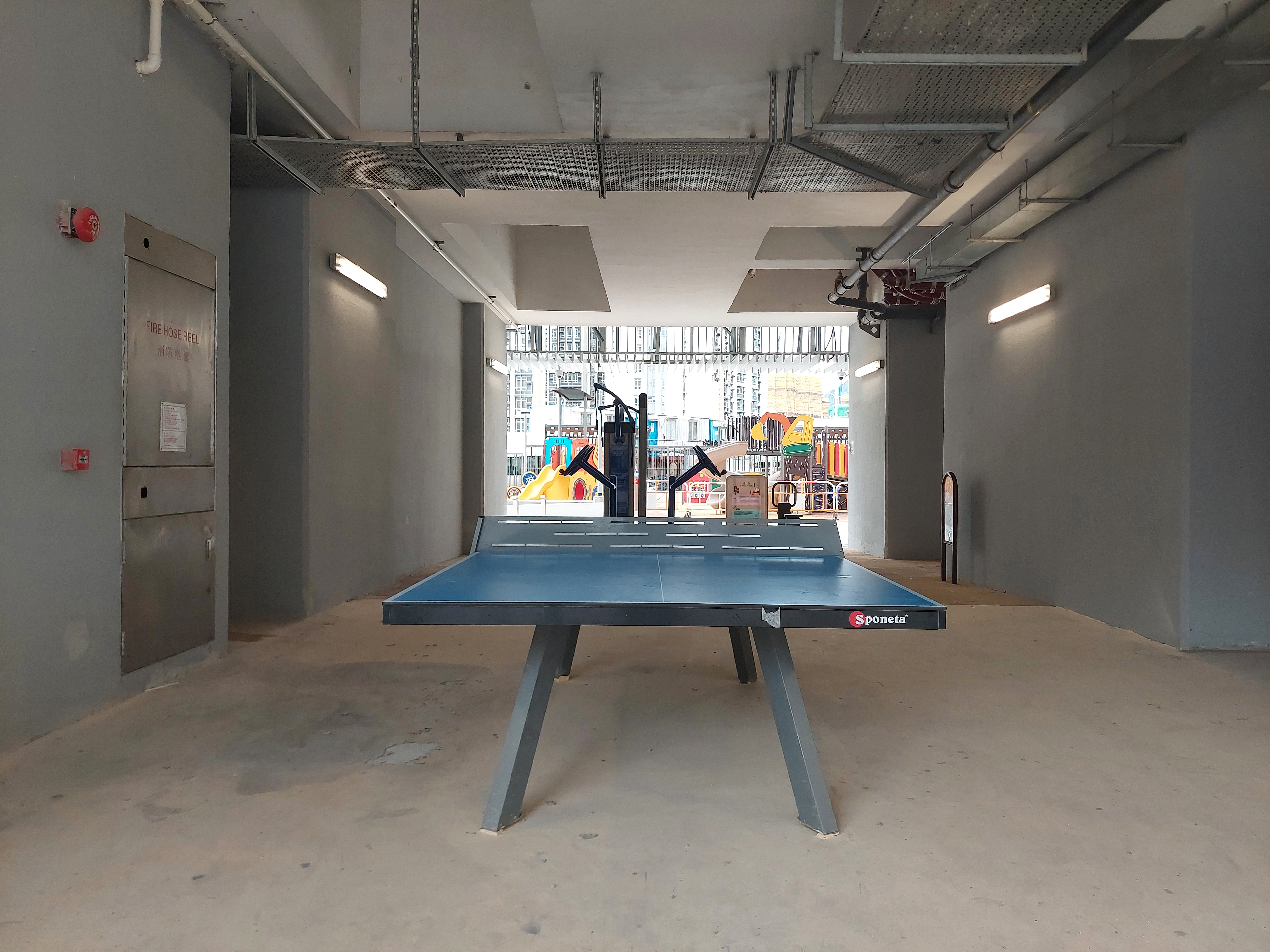
位於安俊閣地下的乒乓球檯
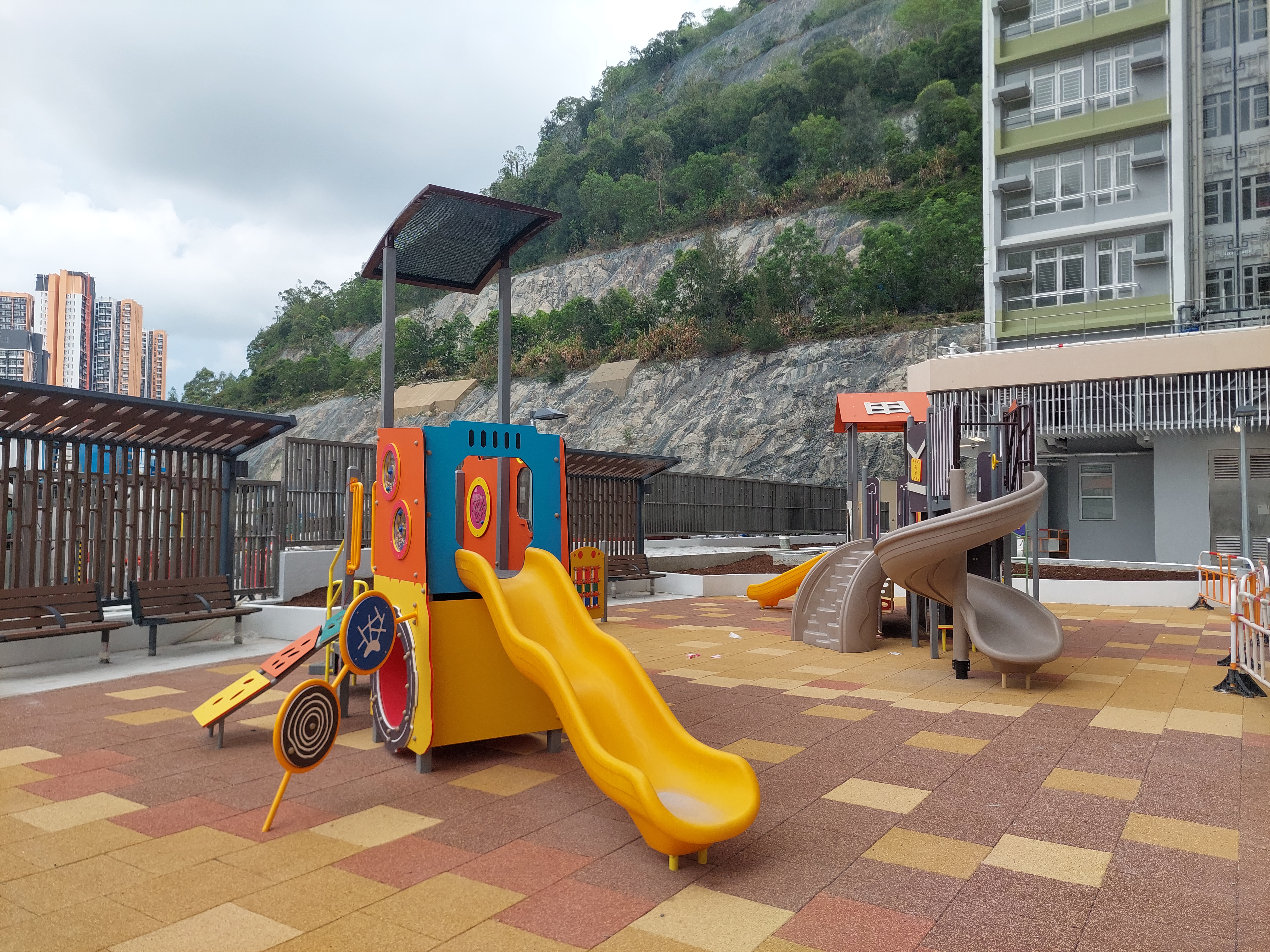
兒童遊樂場
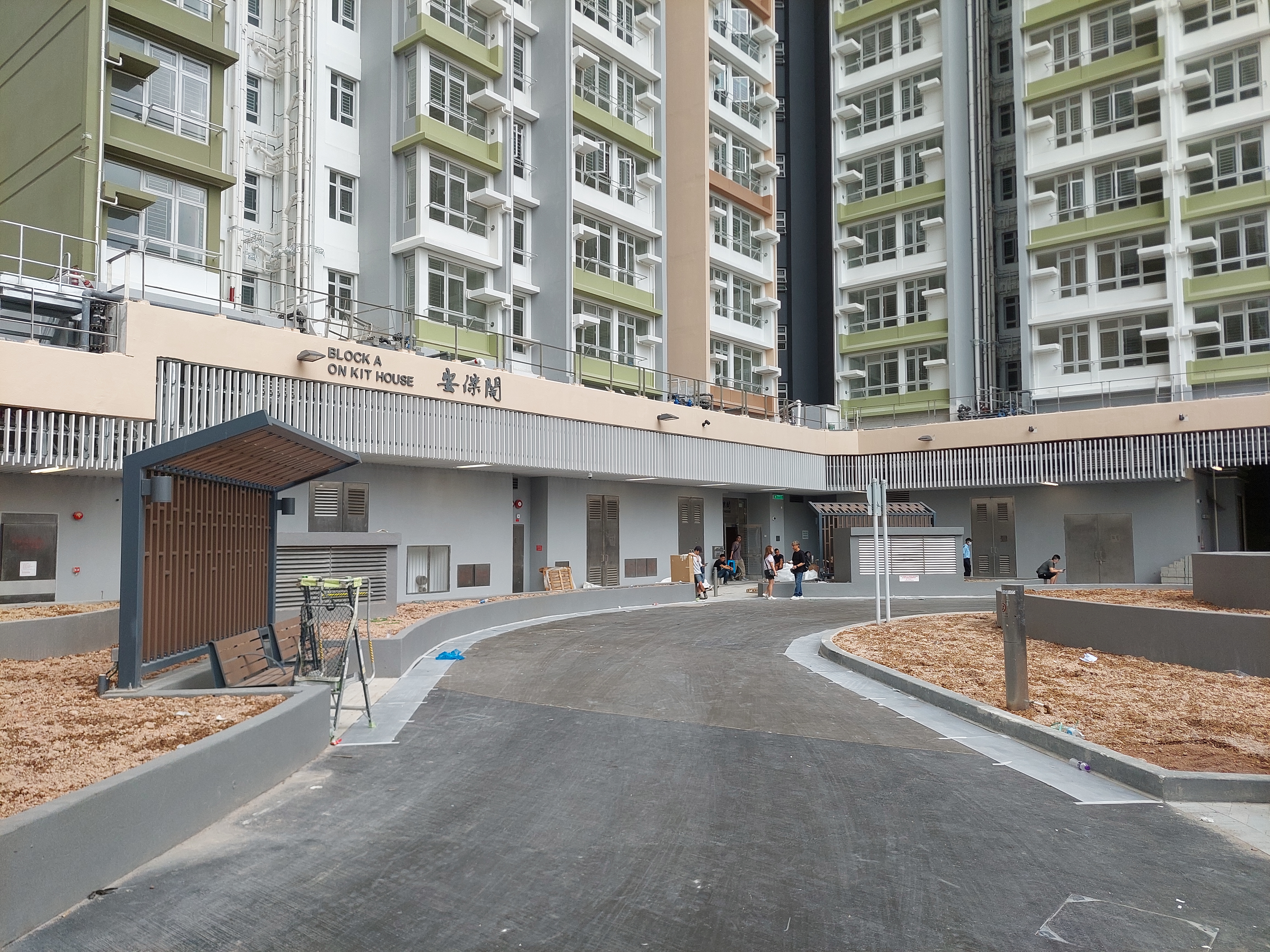
內園車道
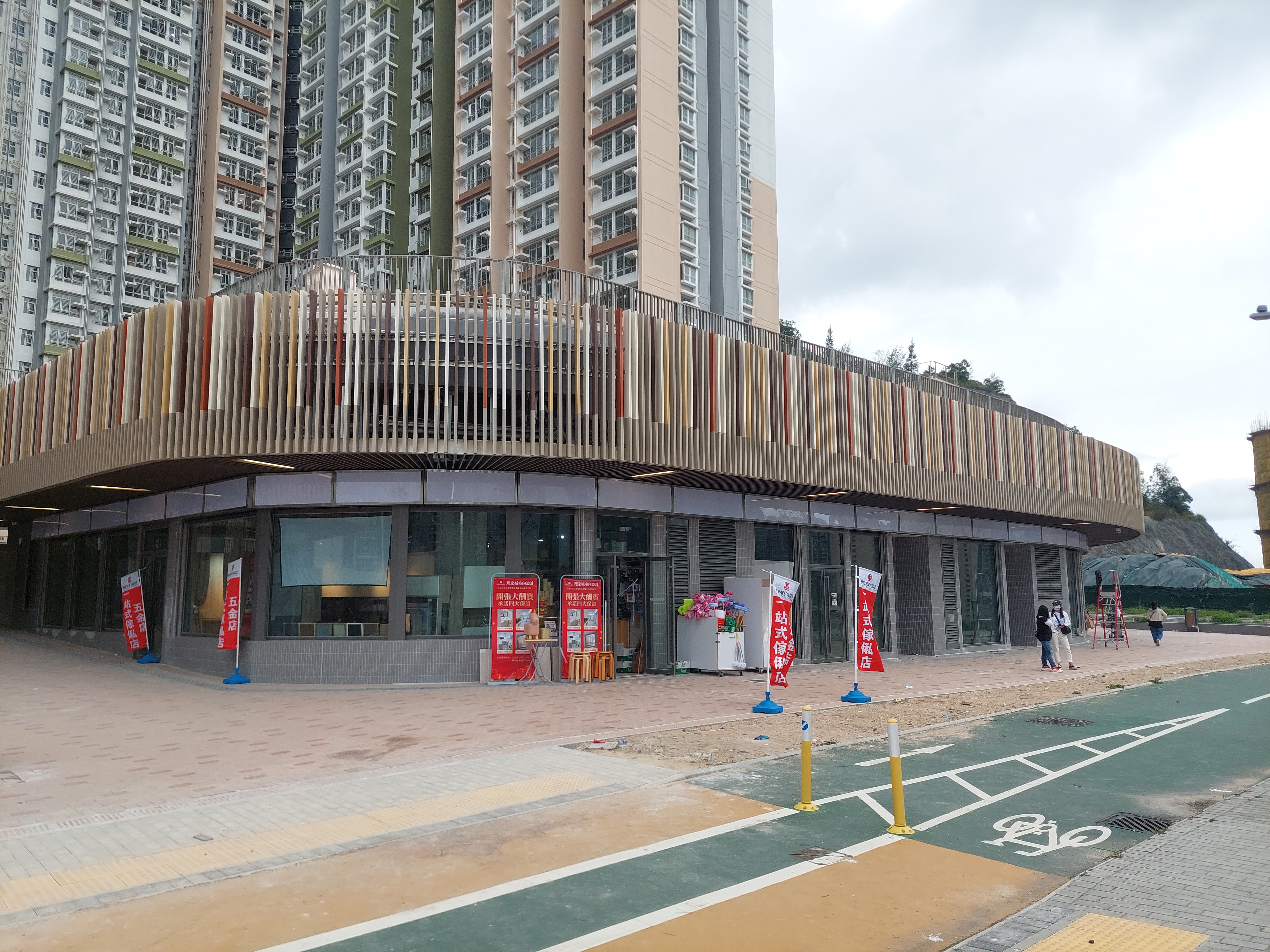
安秀商場

## 興建期間的圖片庫

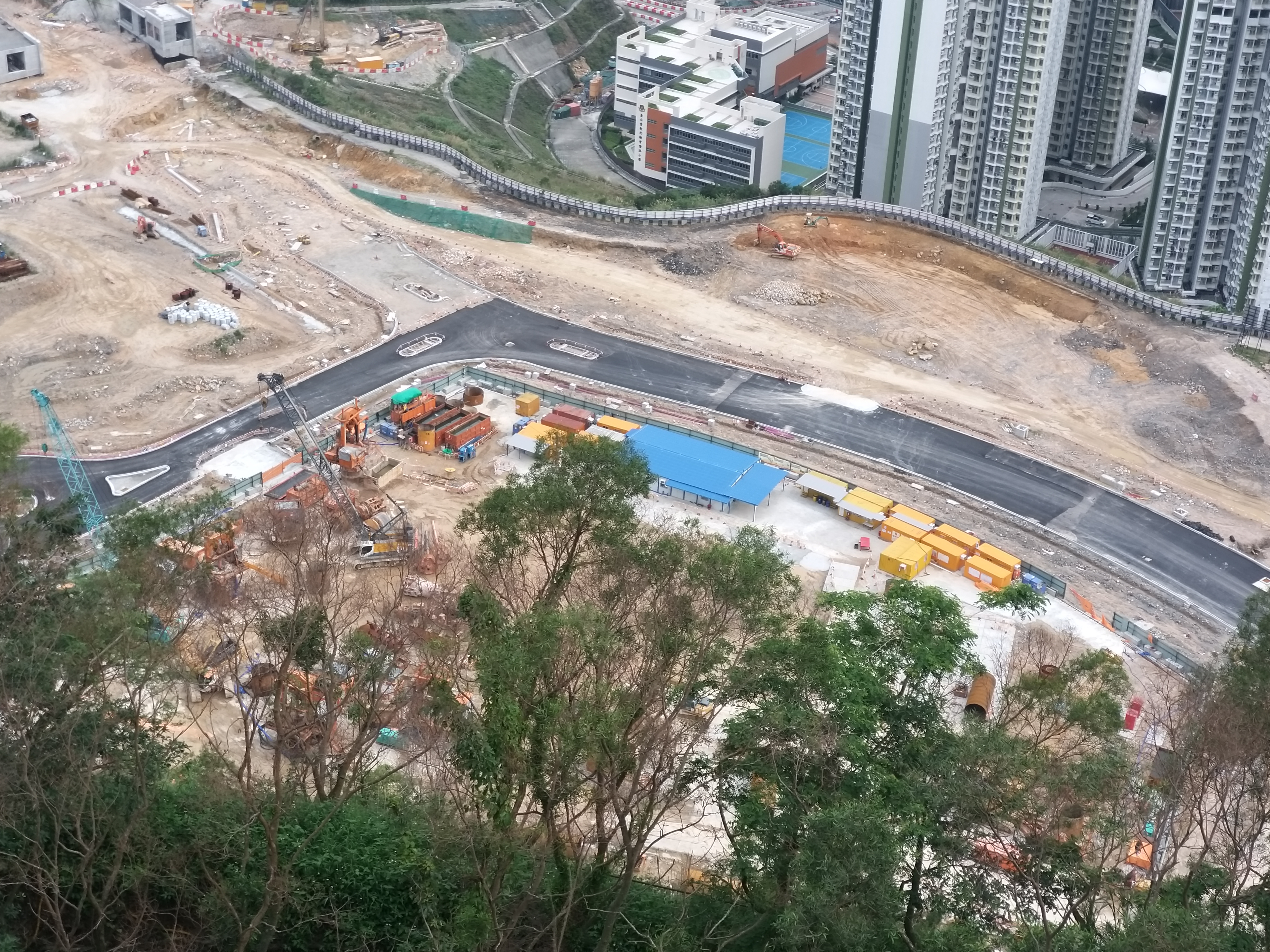
地基工程進行中，2020年5月
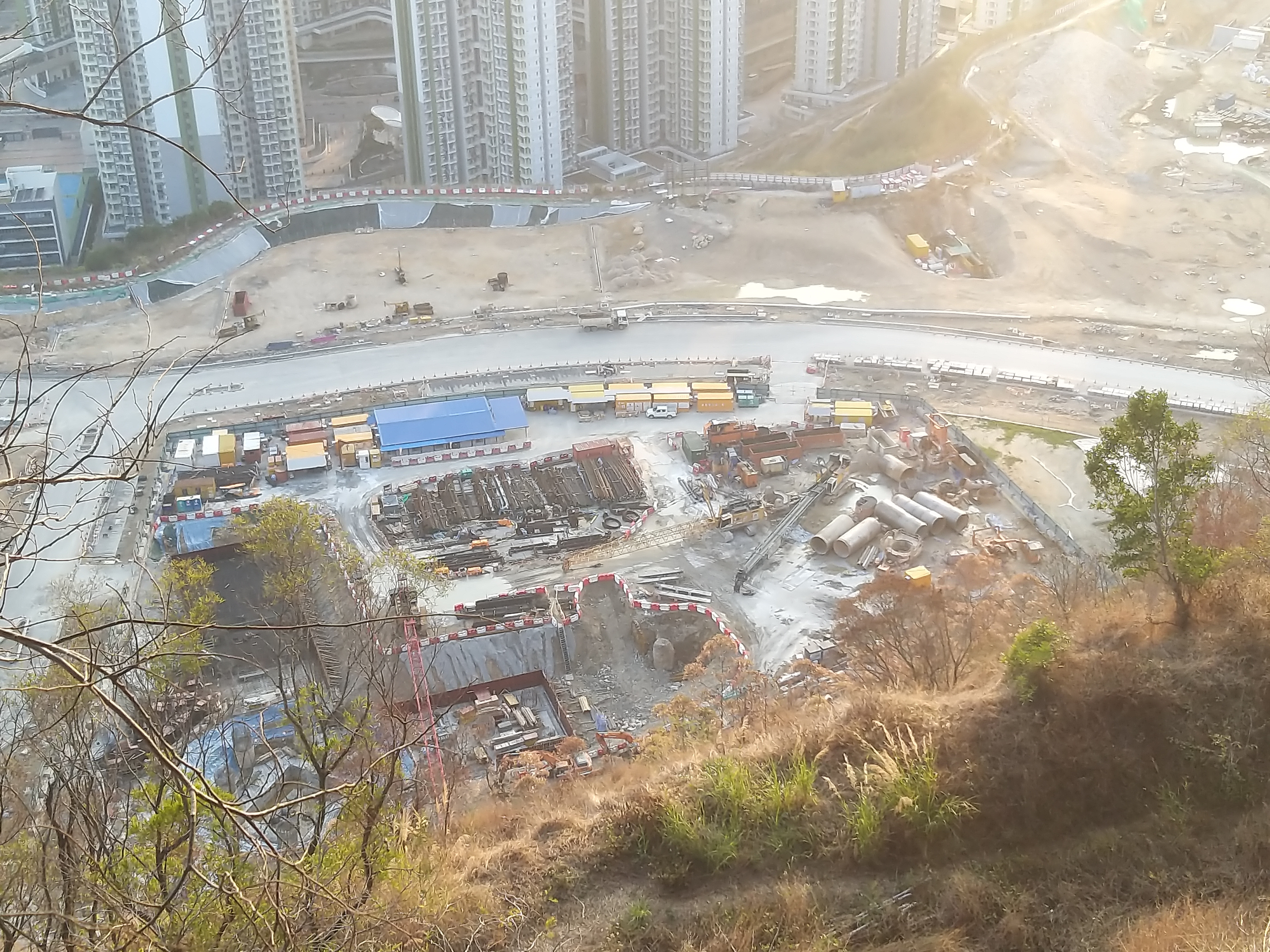
正在澆築樁帽，2021年2月
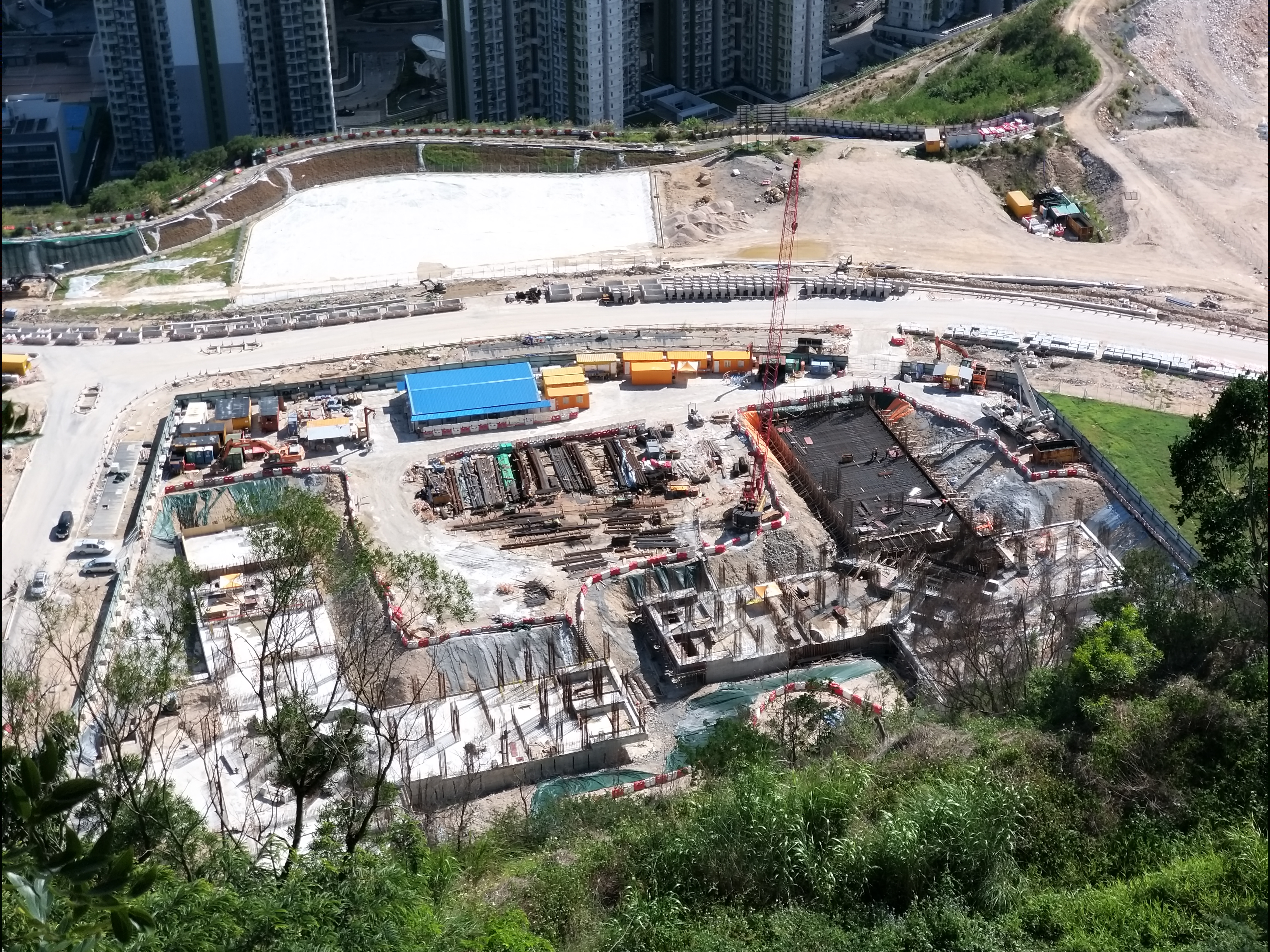
地基即將完工，2021年5月
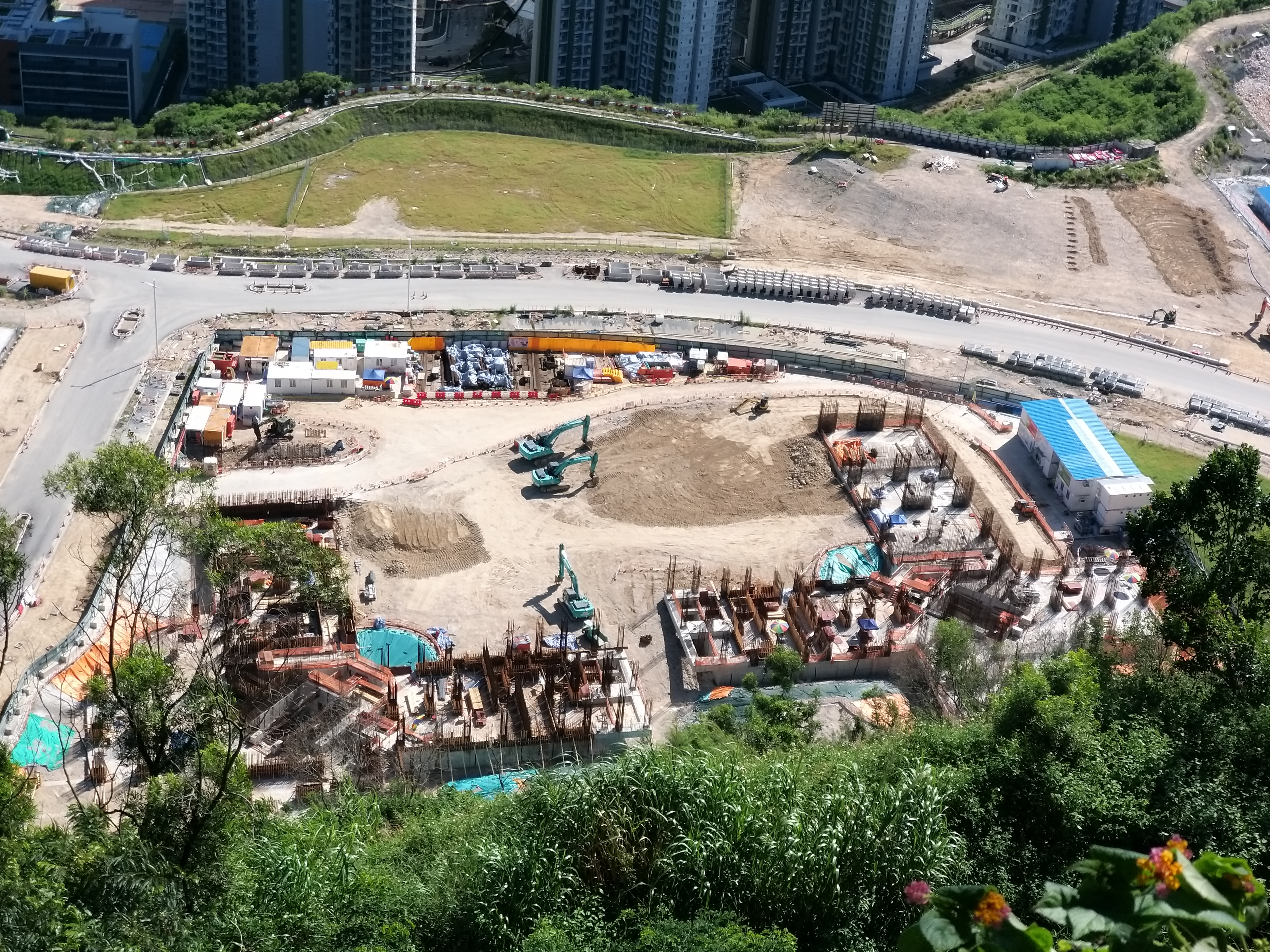
上蓋工程開始不久，2021年8月
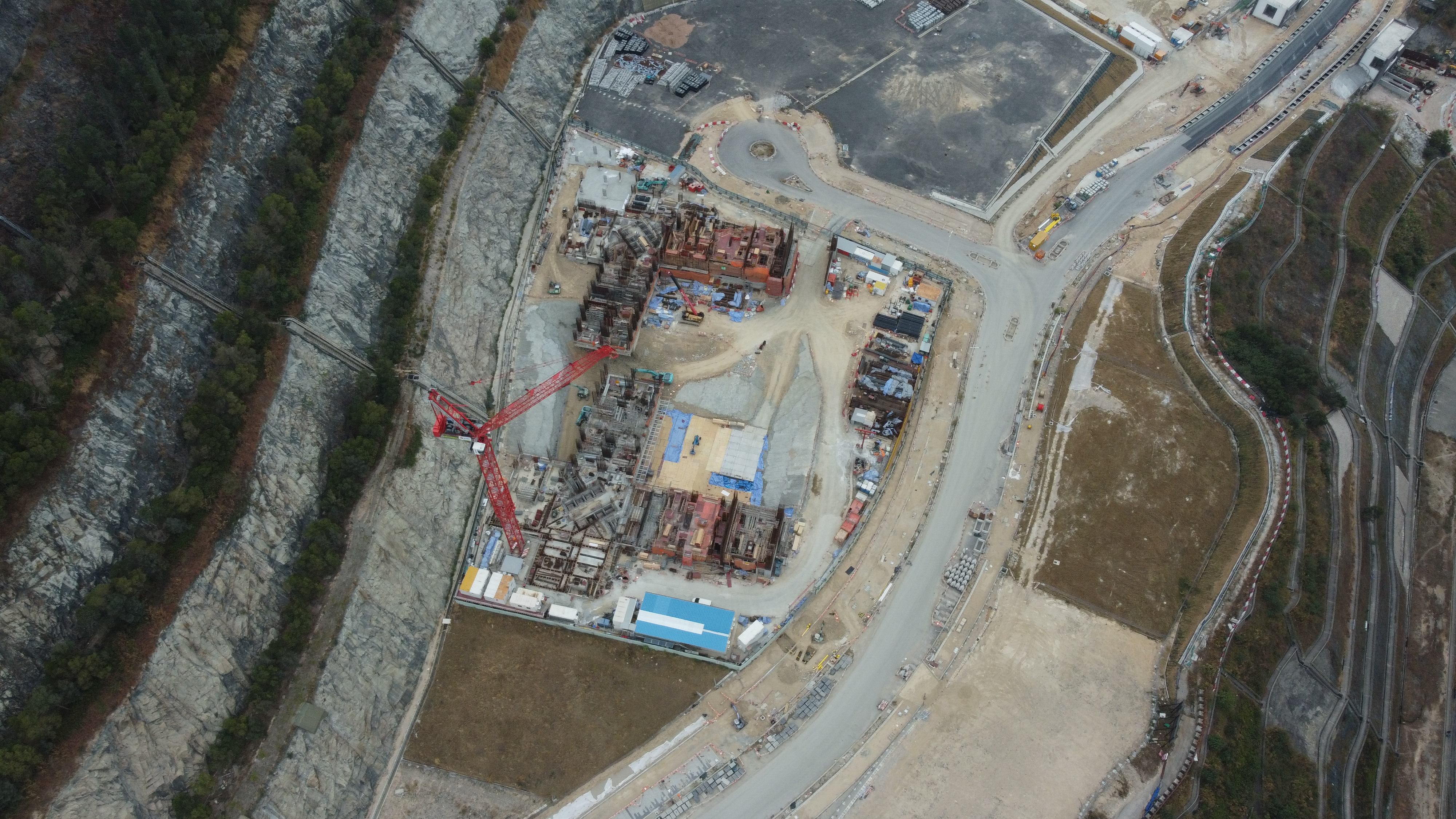
2021年12月
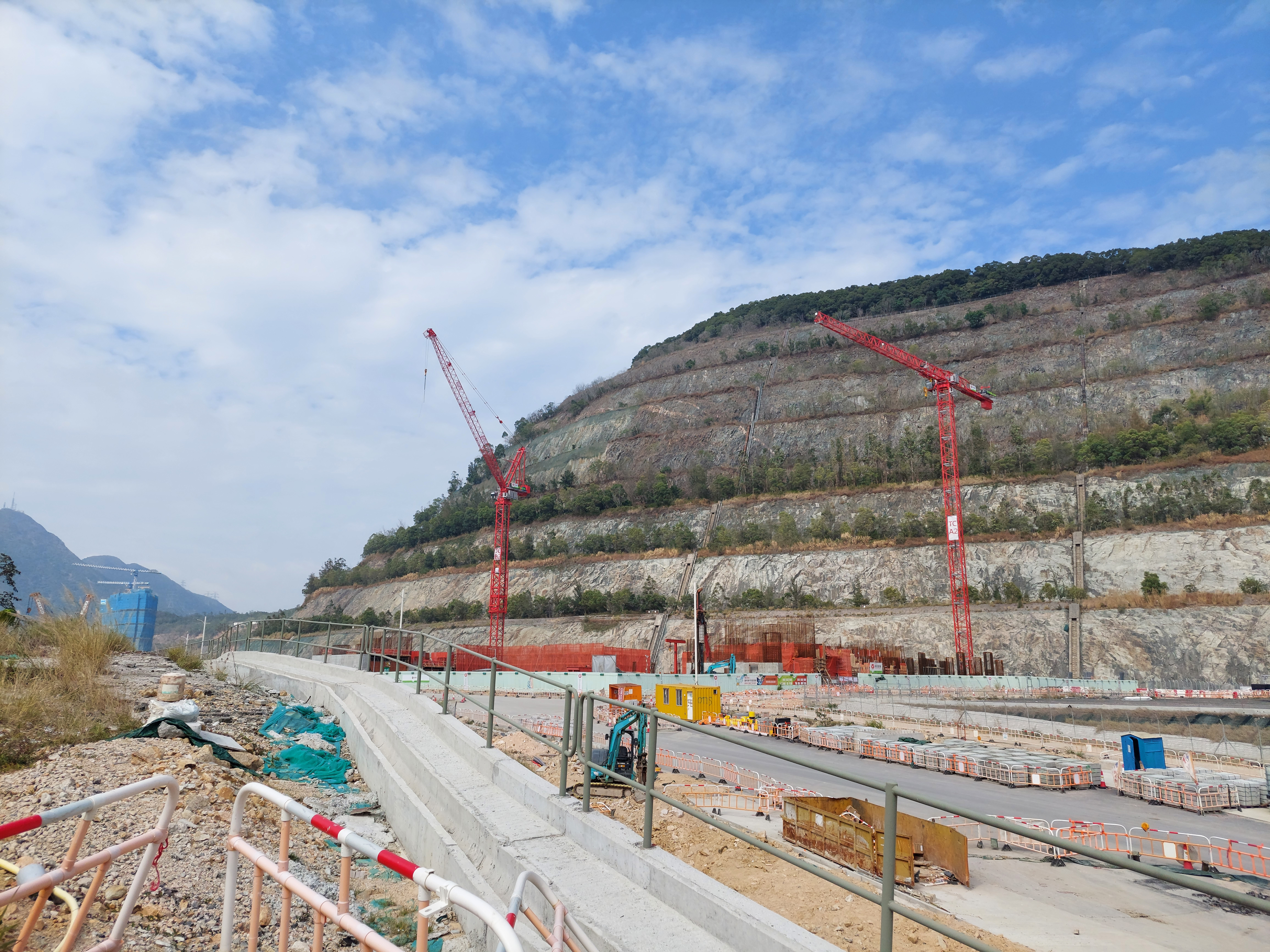
2022年2月
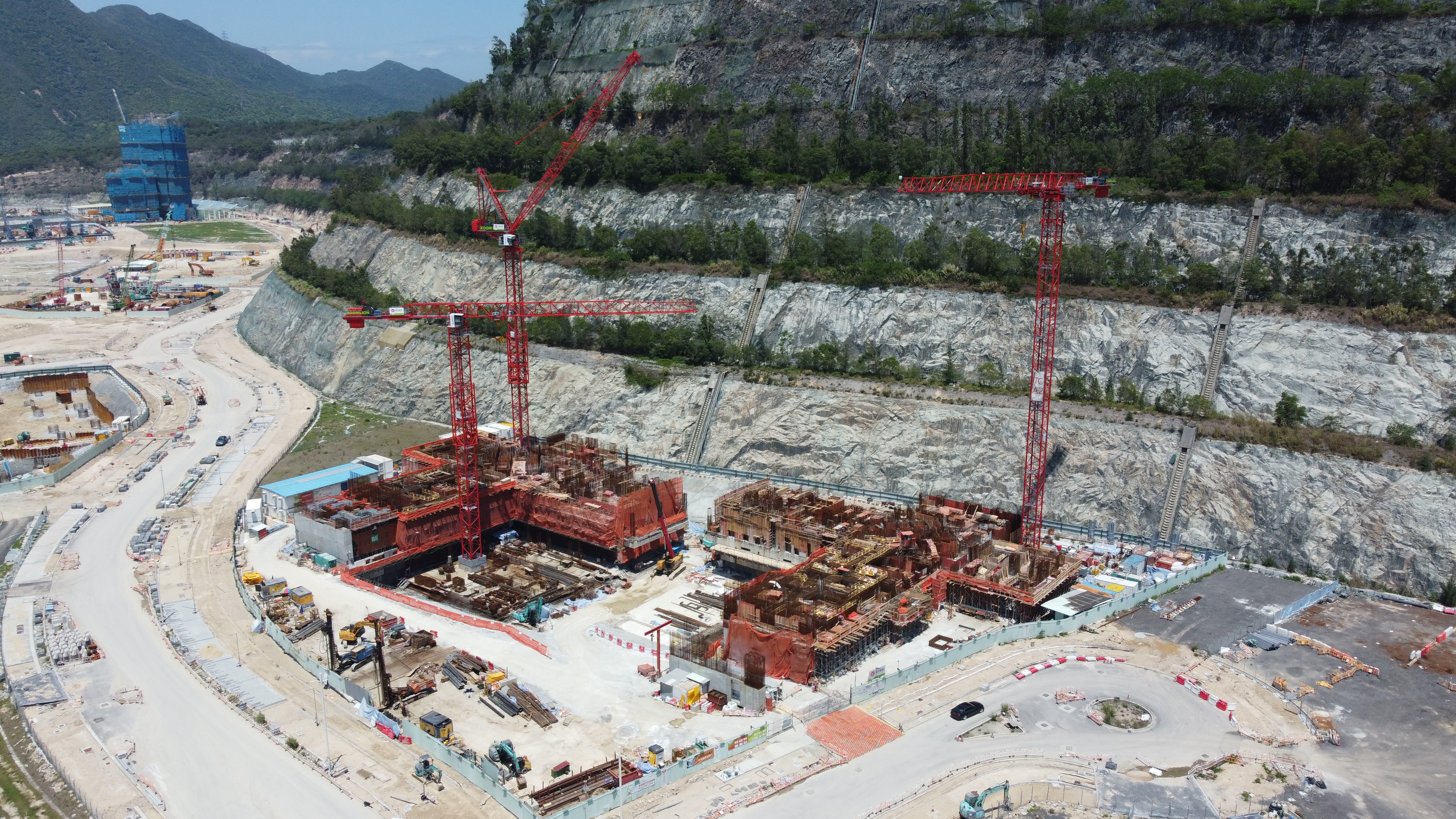
2022年4月
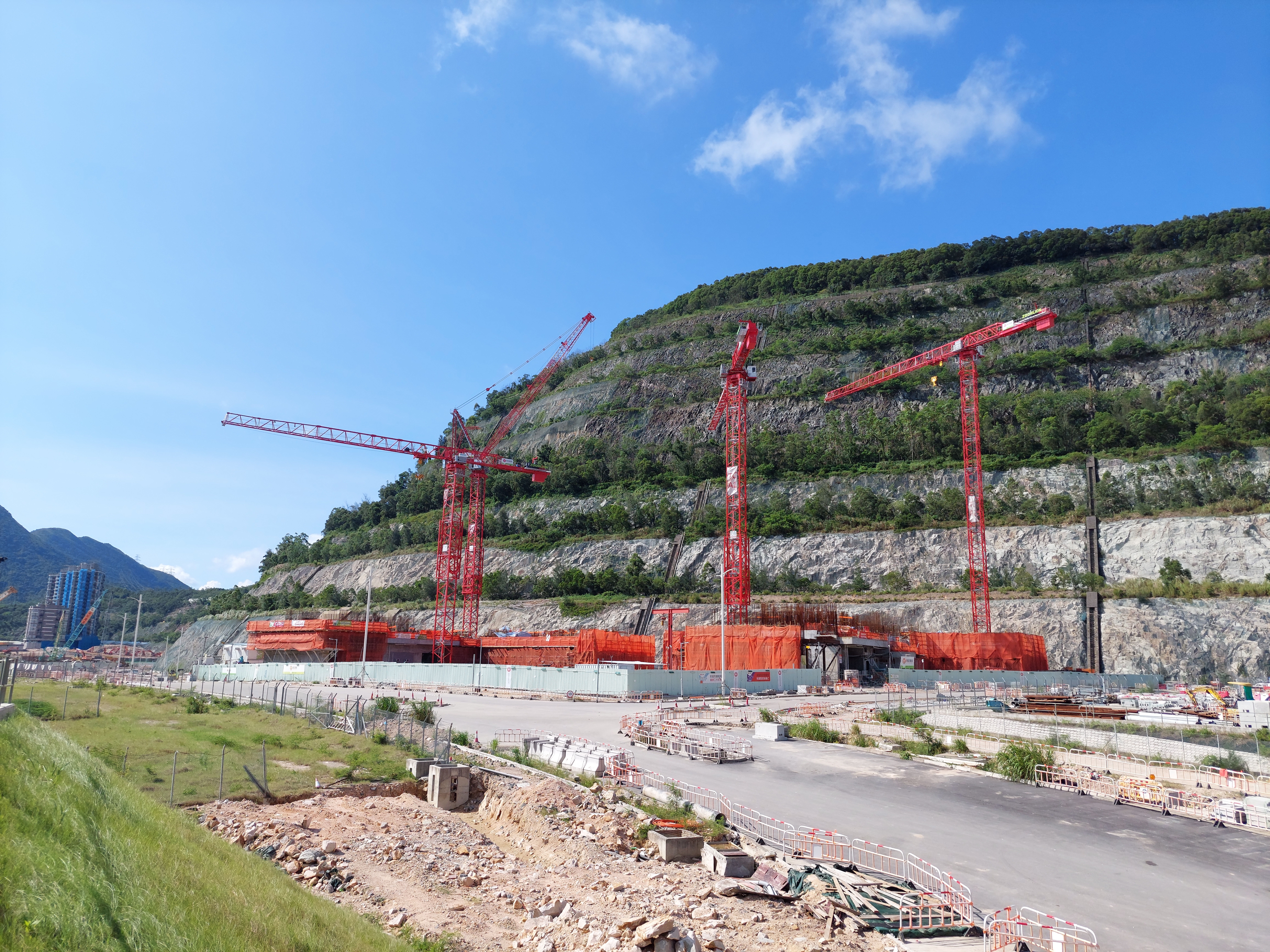
2022年7月
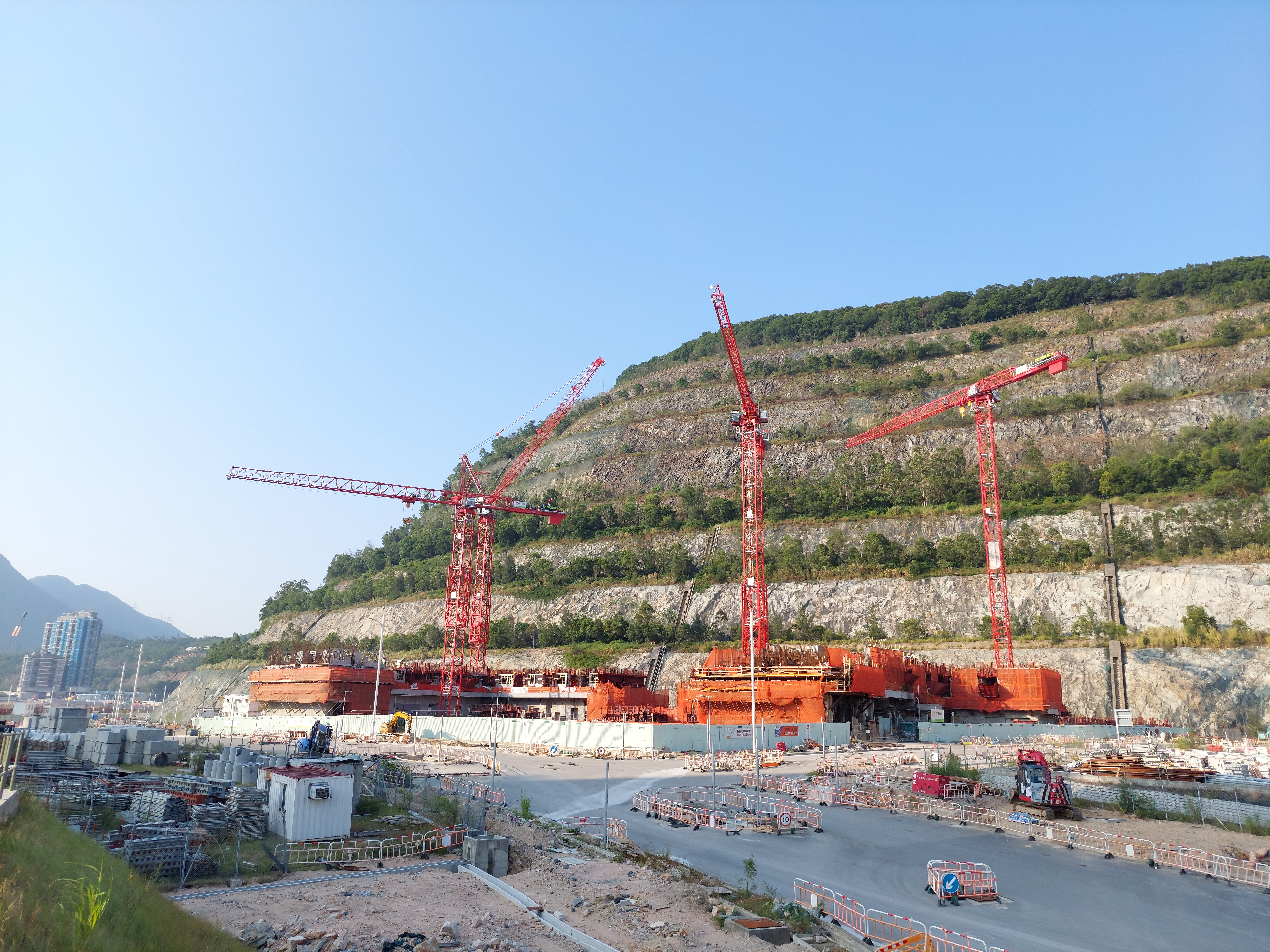
2022年9月
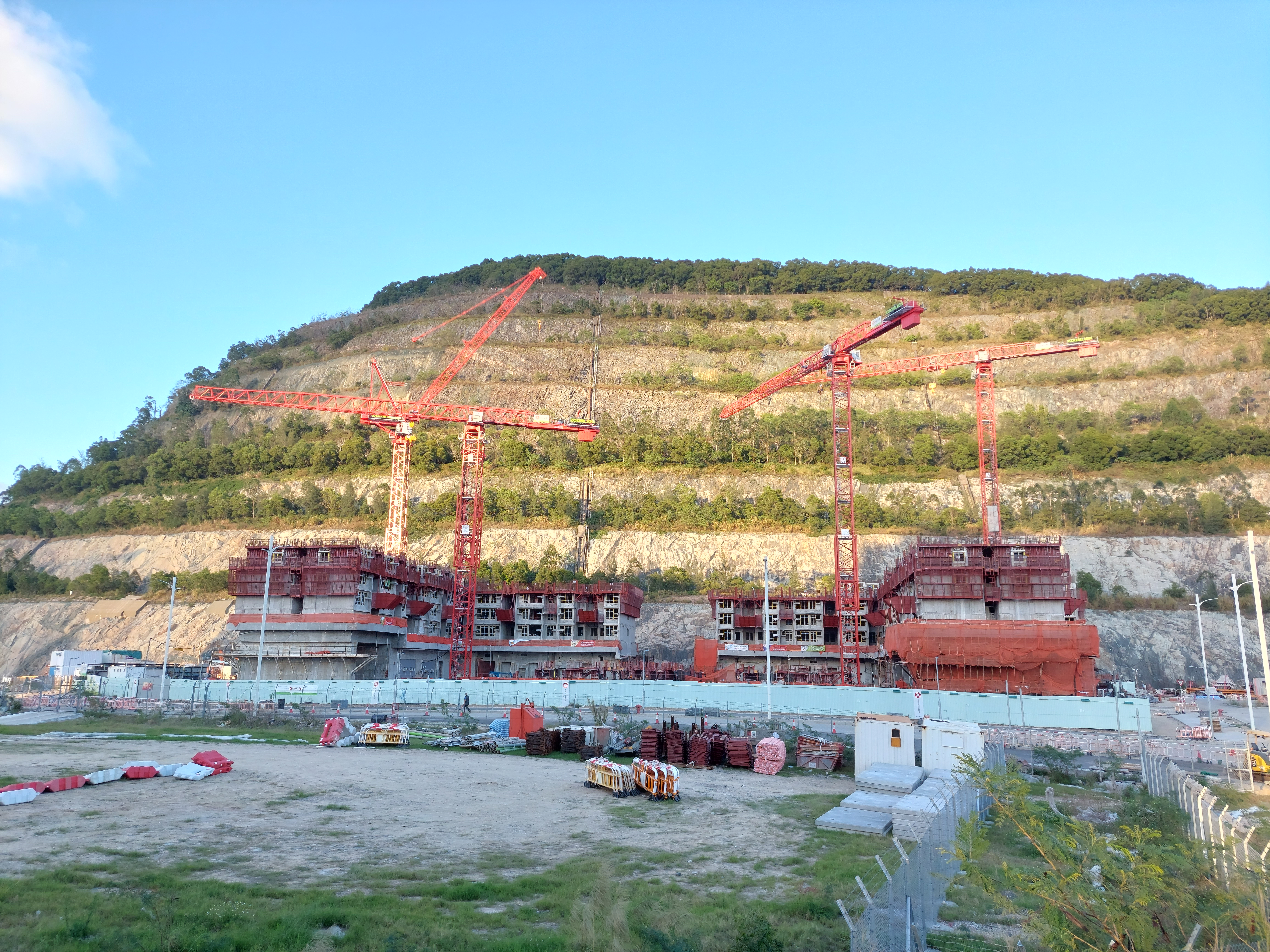
2022年12月
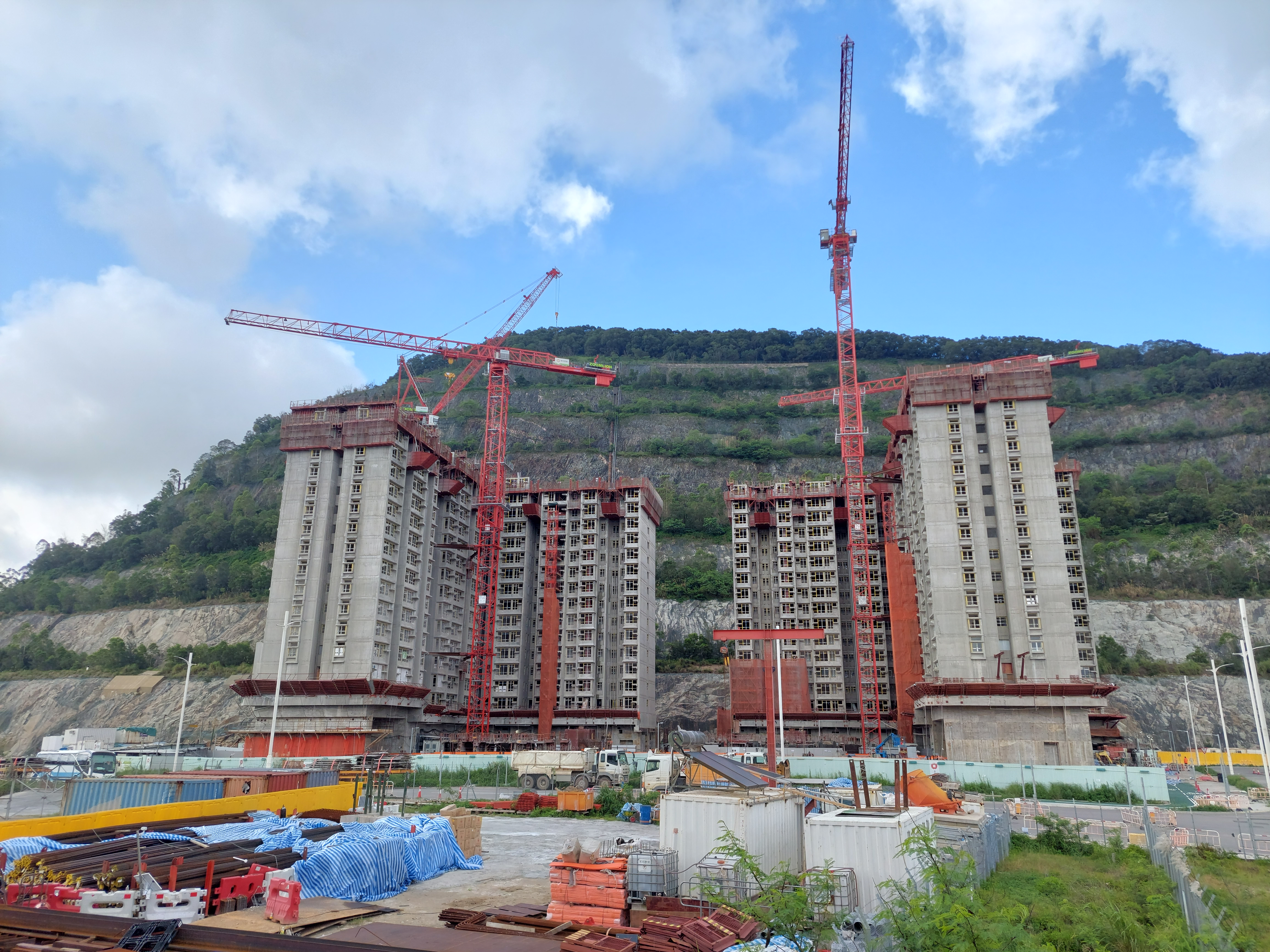
2023年6月
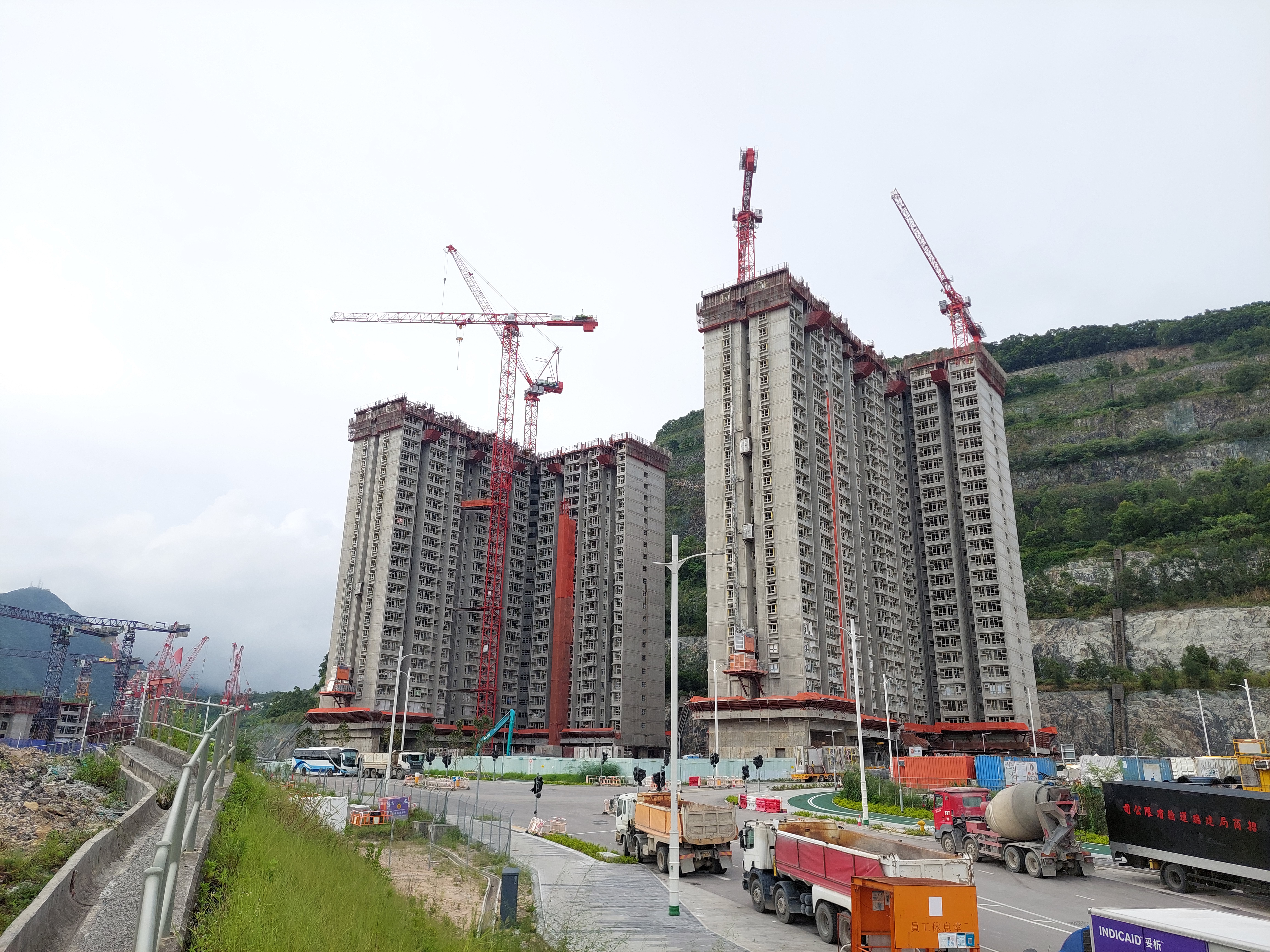
2023年8月
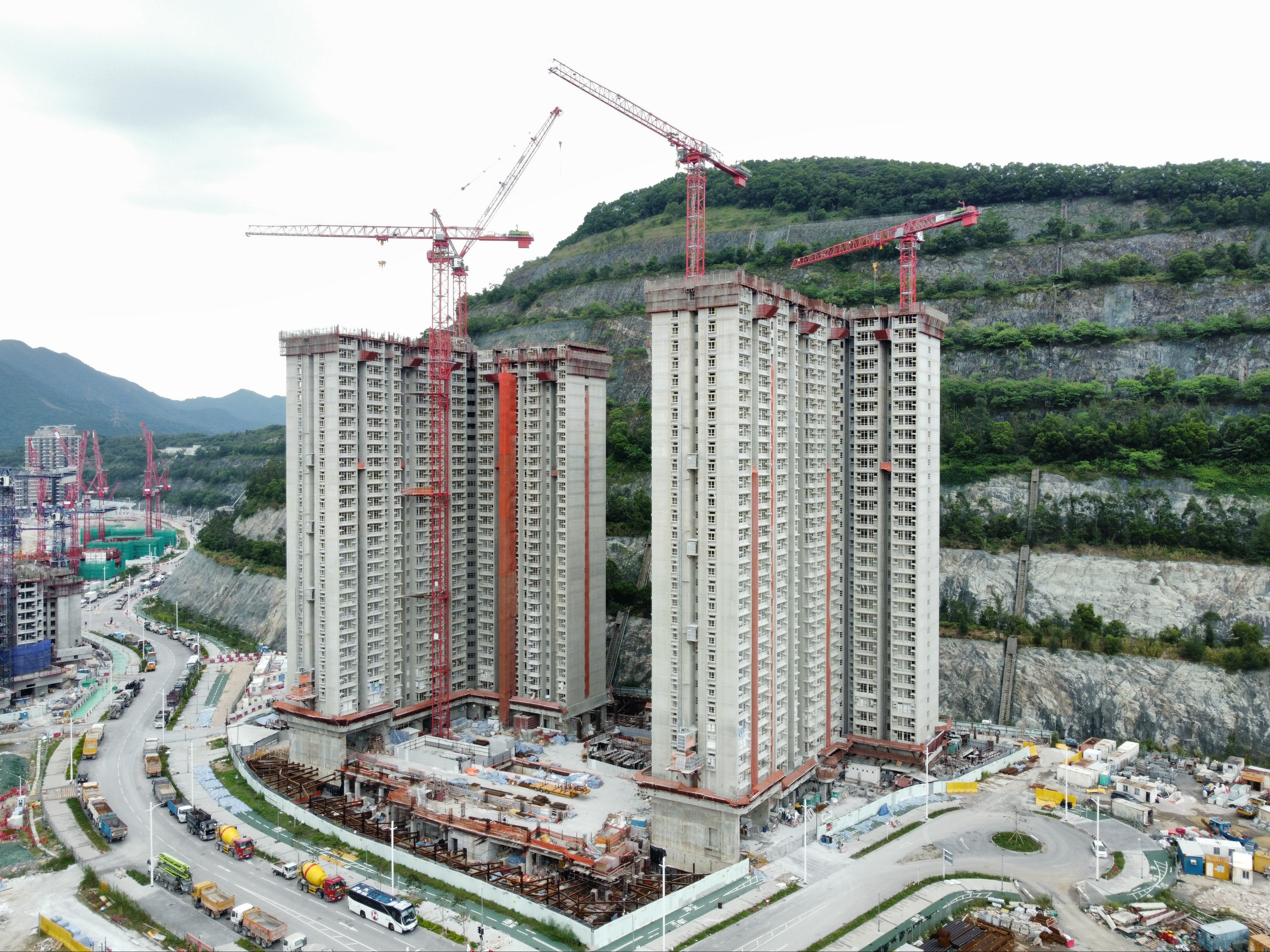
2023年10月
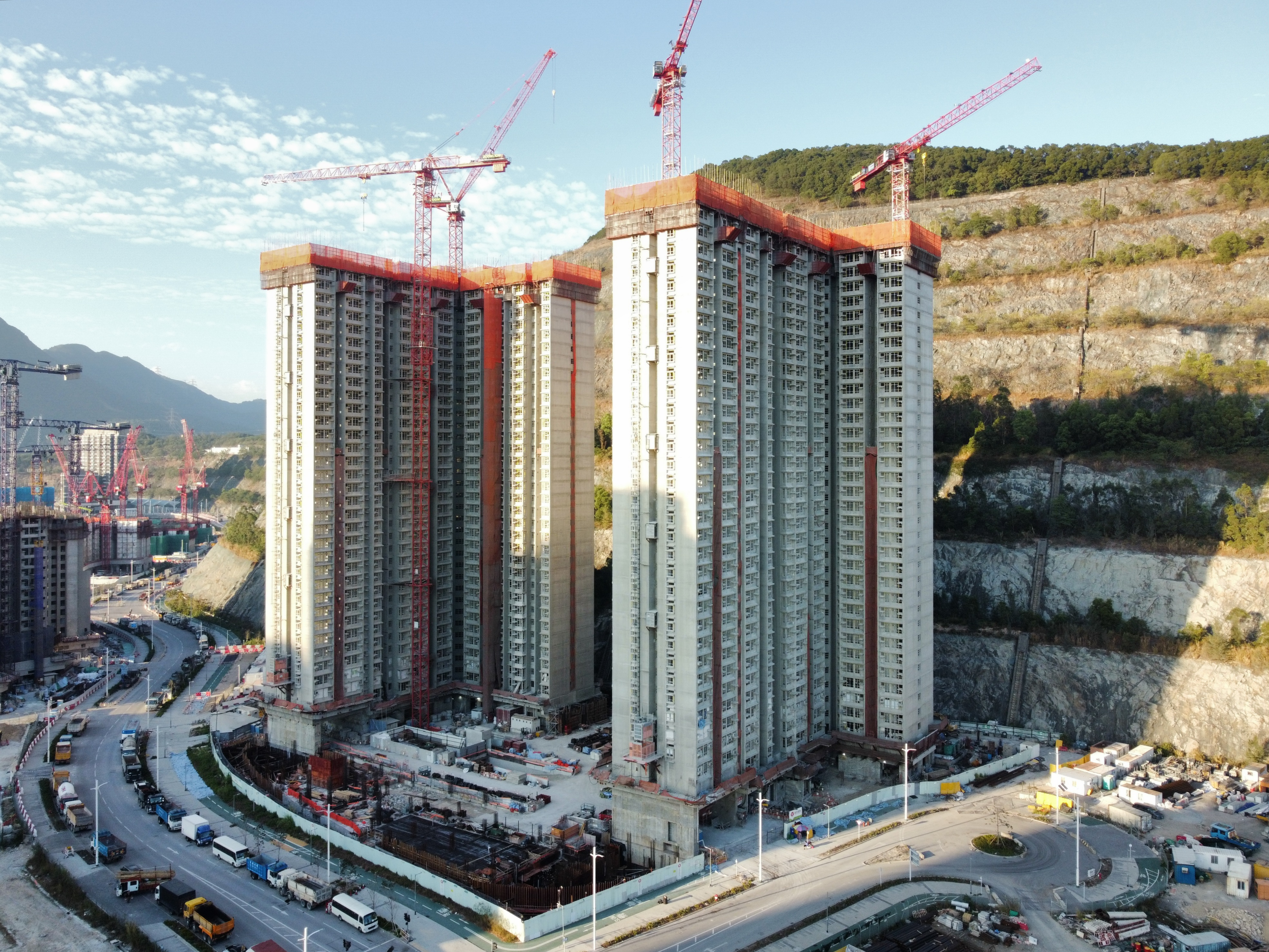
建至頂層，2023年12月
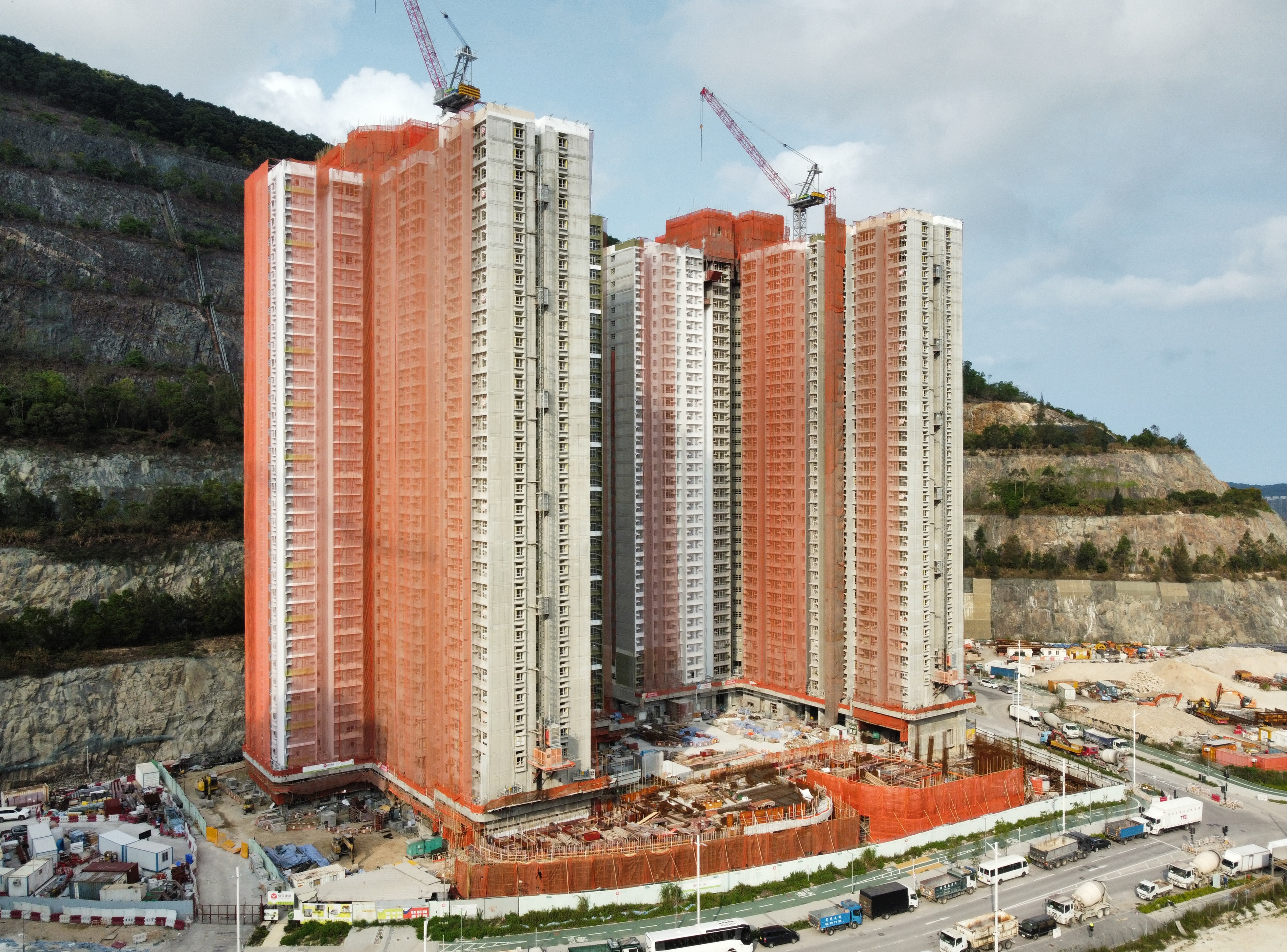
已封頂，2024年4月
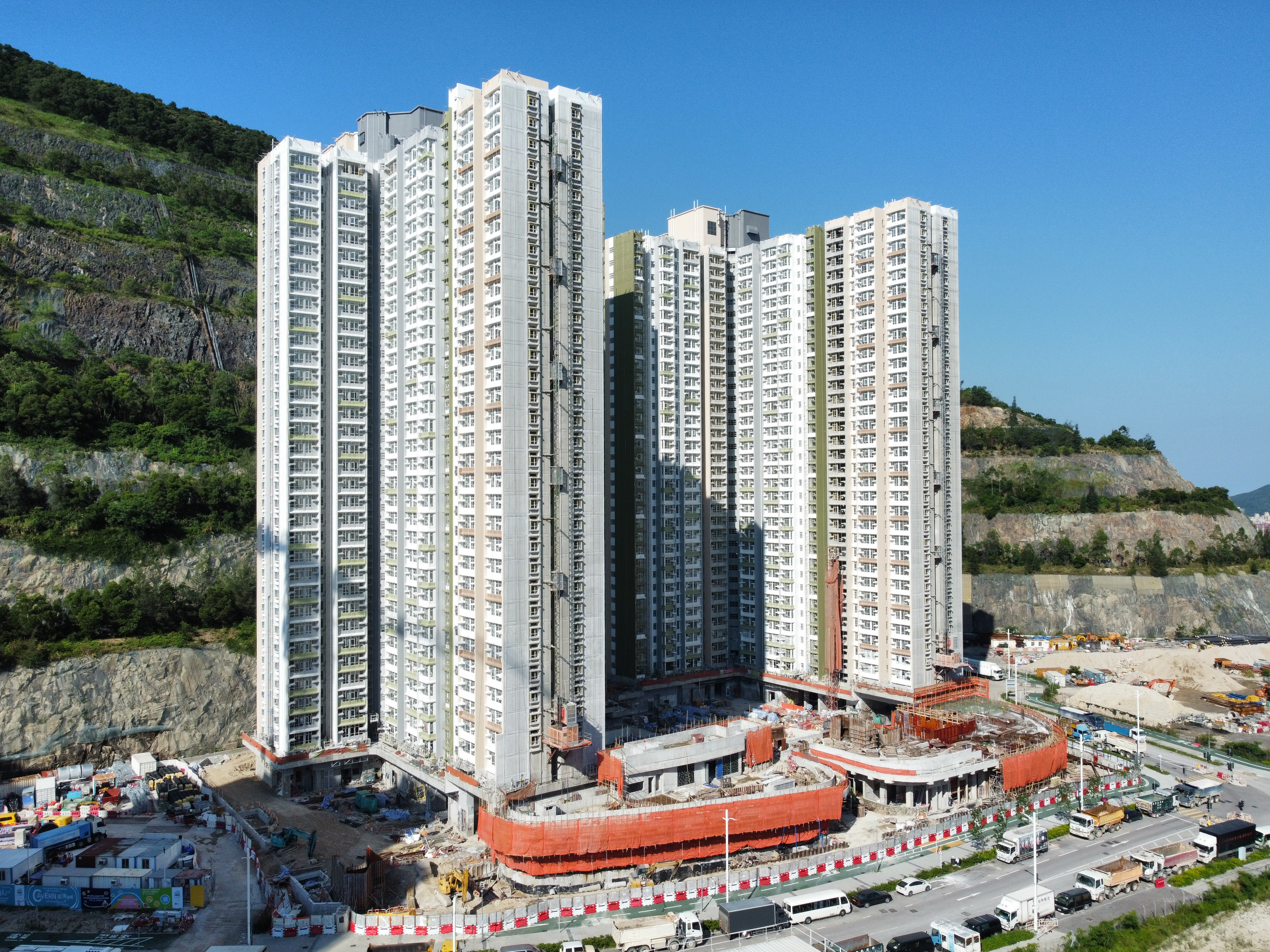
已拆除天秤，2024年8月
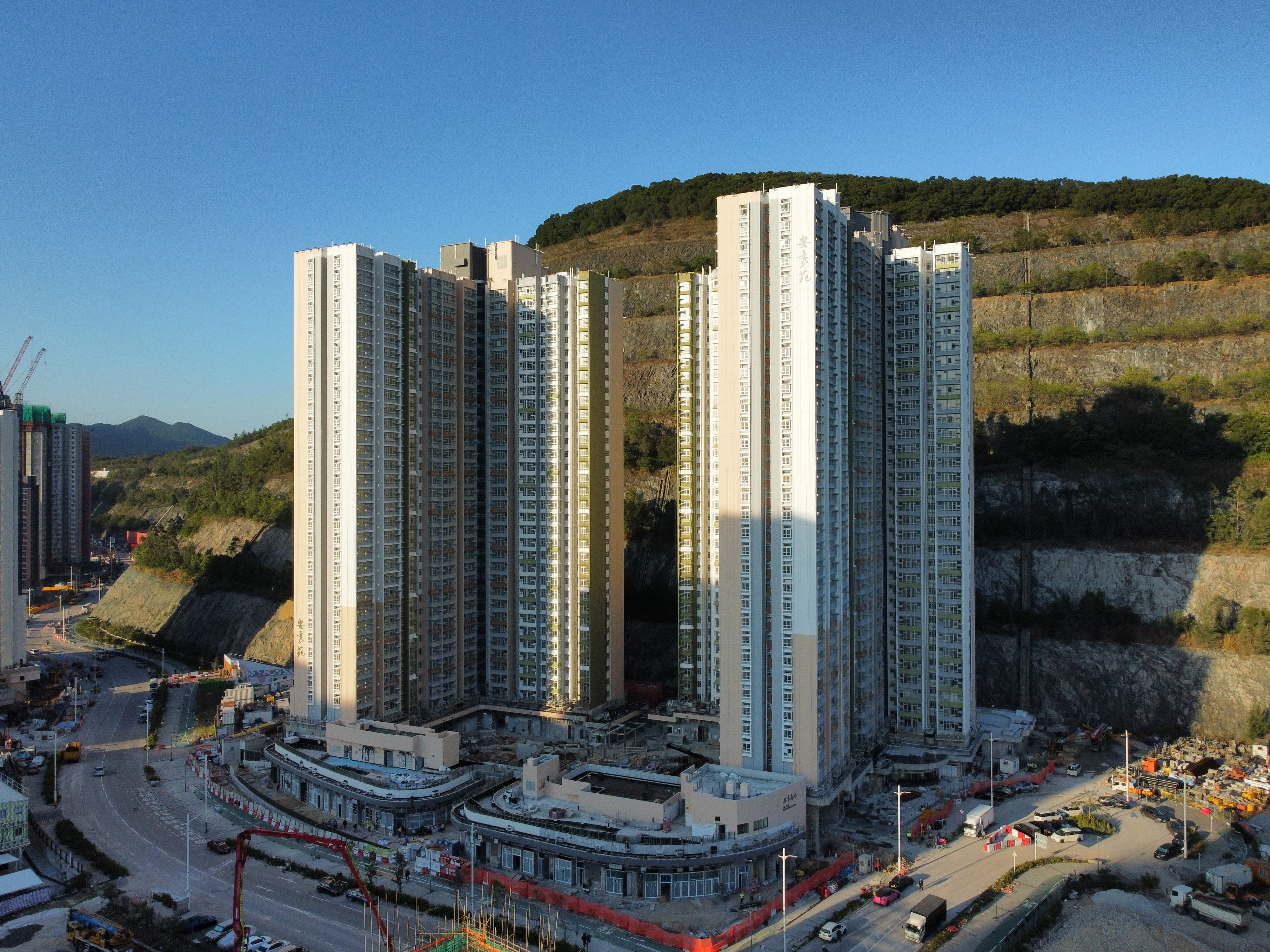
2024年11月

## 相關事件
- 2023年3月21日，安秀苑工地發生工業意外，一名52歲朱姓工人從安傑閣15樓電梯大堂失足墮下重傷，送院搶救後不治[20]。

## 鄰近地方
- 朗然
- 安峯
- 安柏苑
- 安樺苑
- 安楹苑
- 安麗苑
- 安泰邨
- 安達邨
- 寶達邨
- 聖公會聖約翰曾肇添小學
- 擬建保良局陸慶濤小學[21]
- 擬建筲箕灣東官立中學[22]
- 擬建警署及消防局